# Squadra venezuelana di Coppa Davis
La squadra venezuelana di Coppa Davis rappresenta il Venezuela nella Coppa Davis, ed è posta sotto l'egida della Federación Venezolana de Tenis.
La squadra debuttò nella competizione nel 1957, e non ha mai fatto parte del World Group, pur avendo raggiunto i World Group Play-offs nel 1995 e nel 2002. Attualmente è inclusa nel Group I della zona Americana.

## Organico 2019
Vengono di seguito illustrati i convocati per ogni singolo turno della Coppa Davis 2019. A sinistra dei nomi la nazione affrontata e il risultato finale. Fra parentesi accanto ai nomi, il ranking del giocatore nel momento della disputa degli incontri (la "d" indica che il ranking corrisponde alla specialità del doppio).
| Gruppo I - Playoff | Gruppo I - Playoff                                                                            |
| Ecuador (0-4)      | Jordi Muñoz Abreu (1316) Roberto Maytín (127 d) Luis David Martínez (137 d) Juan Lugo (f.r.*) |
| ------------------ | --------------------------------------------------------------------------------------------- |

* f.r. = Fuori Ranking

## Risultati
= Incontro del Gruppo Mondiale

### 2010-2019
| Anno | Turno                      | Data            | Sede                      | Avversario      | Punteggio | Esito     |
| ---- | -------------------------- | --------------- | ------------------------- | --------------- | --------- | --------- |
| 2010 | Gruppo II, 1º turno        | 5-7 marzo       | La Paz (BOL)              | Bolivia         | 4–1       | Vittoria  |
| 2010 | Gruppo II, 2º turno        | 9-11 luglio     | Maracaibo (VEN)           | Perù            | 3–1       | Vittoria  |
| 2010 | Gruppo II, Playoff         | 17-19 settembre | Città del Messico (MEX)   | Messico         | 1–4       | Sconfitta |
| 2011 | Gruppo II, 1º turno        | 4-6 marzo       | Caracas (VEN)             | Haiti           | 3–2       | Vittoria  |
| 2011 | Gruppo II, 2º turno        | 8-10 luglio     | Asunción (PRY)            | Paraguay        | 1–3       | Sconfitta |
| 2012 | Gruppo II, 1º turno        | 10-12 febbraio  | Caracas (VEN)             | Porto Rico      | 5–0       | Vittoria  |
| 2012 | Gruppo II, 2º turno        | 6-8 aprile      | Valencia (VEN)            | Rep. Dominicana | 1–3       | Sconfitta |
| 2013 | Gruppo II, 1º turno        | 1-3 febbraio    | Caracas (VEN)             | Guatemala       | 4–1       | Vittoria  |
| 2013 | Gruppo II, 2º turno        | 5-7 aprile      | Arequipa (PER)            | Perù            | 4–1       | Vittoria  |
| 2013 | Gruppo II, Playoff         | 13-15 settembre | Santa Tecla (SLV)         | El Salvador     | 3–1       | Vittoria  |
| 2014 | Gruppo I, 1º turno         | 31 gen.-2 feb.  | Guayaquil (ECU)           | Ecuador         | 2–3       | Sconfitta |
| 2014 | Gruppo I, Playoff 2º turno | 12-14 settembre | Caracas (VEN)             | Uruguay         | 1–4       | Sconfitta |
| 2015 | Gruppo II, 1º turno        | 6-8 marzo       | Caracas (VEN)             | Costa Rica      | 5–0       | Sconfitta |
| 2015 | Gruppo II, 2º turno        | 17-19 luglio    | Caracas (VEN)             | El Salvador     | 3–2       | Vittoria  |
| 2015 | Gruppo II, Playoff         | 16-18 settembre | Santiago (CHL)            | Cile            | 0–5       | Sconfitta |
| 2016 | Gruppo II, 1º turno        | 4-6 marzo       | Caracas (VEN)             | Paraguay        | 5–0       | Vittoria  |
| 2016 | Gruppo II, 2º turno        | 15-17 luglio    | Santa Tecla (SLV)         | El Salvador     | 3–2       | Vittoria  |
| 2016 | Gruppo II, Playoff         | 16-18 settembre | Lima (PER)                | Perù            | 2–3       | Sconfitta |
| 2017 | Gruppo II, 1º turno        | 3-5 febbraio    | Caracas (VEN)             | Bahamas         | 5–0       | Vittoria  |
| 2017 | Gruppo II, 2º turno        | 7-9 aprile      | Miami (USA)               | El Salvador     | 3–2       | Vittoria  |
| 2017 | Gruppo II, Playoff         | 15-17 settembre | Wildey (BRB)              | Barbados        | 2–3       | Sconfitta |
| 2018 | Gruppo II, 1º turno        | 3-4 febbraio    | Città del Guatemala (GUA) | Guatemala       | 3–1       | Vittoria  |
| 2018 | Gruppo II, 2º turno        | 7-8 aprile      | Montevideo (URY)          | Uruguay         | 1–4       | Sconfitta |
| 2019 | Gruppo I, Playoff          | 14-15 settembre | Città del Guatemala (GUA) | Ecuador         | 0–4       | Sconfitta |

## Andamento
La seguente tabella riflette l'andamento della squadra dal 1990 ad oggi.
| Pos.           | 90 | 91 | 92 | 93 | 94 | 95 | 96 | 97 | 98 | 99 | 00 | 01 | 02 | 03 | 04 | 05 | 06 | 07 | 08 | 09 | 10 | 11 | 12 | 13 | 14 | 15 | 16 | 17 | 18 | 19 |
| -------------- | -- | -- | -- | -- | -- | -- | -- | -- | -- | -- | -- | -- | -- | -- | -- | -- | -- | -- | -- | -- | -- | -- | -- | -- | -- | -- | -- | -- | -- | -- |
| Campione       |    |    |    |    |    |    |    |    |    |    |    |    |    |    |    |    |    |    |    |    |    |    |    |    |    |    |    |    |    |    |
| Finalista      |    |    |    |    |    |    |    |    |    |    |    |    |    |    |    |    |    |    |    |    |    |    |    |    |    |    |    |    |    |    |
| SF             |    |    |    |    |    |    |    |    |    |    |    |    |    |    |    |    |    |    |    |    |    |    |    |    |    |    |    |    |    |    |
| QF             |    |    |    |    |    |    |    |    |    |    |    |    |    |    |    |    |    |    |    |    |    |    |    |    |    |    |    |    |    |    |
| OF             |    |    |    |    |    |    |    |    |    |    |    |    |    |    |    |    |    |    |    |    |    |    |    |    |    |    |    |    |    |    |
| Qualificazioni | x  | x  | x  | x  | x  | x  | x  | x  | x  | x  | x  | x  | x  | x  | x  | x  | x  | x  | x  | x  | x  | x  | x  | x  | x  | x  | x  | x  | x  |    |
| Gruppo I       |    |    |    |    |    |    |    |    |    |    |    |    |    |    |    |    |    |    |    |    |    |    |    |    |    |    |    |    |    |    |
| Gruppo II      |    |    |    |    |    |    |    |    |    |    |    |    |    |    |    |    |    |    |    |    |    |    |    |    |    |    |    |    |    |    |
| Gruppo III     | x  | x  |    |    |    |    |    |    |    |    |    |    |    |    |    |    |    |    |    |    |    |    |    |    |    |    |    |    |    |    |
| Gruppo IV      | x  | x  | x  | x  | x  | x  | x  |    |    |    |    |    |    |    |    |    |    |    |    |    |    |    | x  | x  | x  | x  | x  | x  | x  | x  |

Legenda
- Campione: La squadra ha conquistato la Coppa Davis.
- Finalista: La squadra ha disputato e perso la finale.
- SF: La squadra è stata sconfitta in semifinale.
- QF: La squadra è stata sconfitta nei quarti di finale.
- OF: La squadra è stata sconfitta negli ottavi di finale (1º turno). Dal 2019 sostituito dal Round Robin.
- Qualificazioni: La squadra è stata sconfitta al turno di qualificazione. Istituito nel 2019.
- Gruppo I: La squadra ha partecipato al Gruppo I della propria zona di appartenenza.
- Gruppo II: La squadra ha partecipato al Gruppo II della propria zona di appartenenza.
- Gruppo III: La squadra ha partecipato al Gruppo III della propria zona di appartenenza.
- Gruppo IV: La squadra ha partecipato al Gruppo IV della propria zona di appartenenza.
- x: Ove presente, la x indica che in quel determinato anno, il Gruppo in questione non è esistito nella zona geografica di appartenenza della squadra.